# Relaciones Estados Unidos-Sudán
Las relaciones Estados Unidos-Sudán son las relaciones diplomáticas entre Estados Unidos y Sudán. Estados Unidos ha sido crítico del registro de derechos humanos de Sudán y ha enviado una Fuerza de mantenimiento de la paz de las Naciones Unidas para el mantenimiento de la paz a Darfur.

## Historia

### Una revisión de relaciones

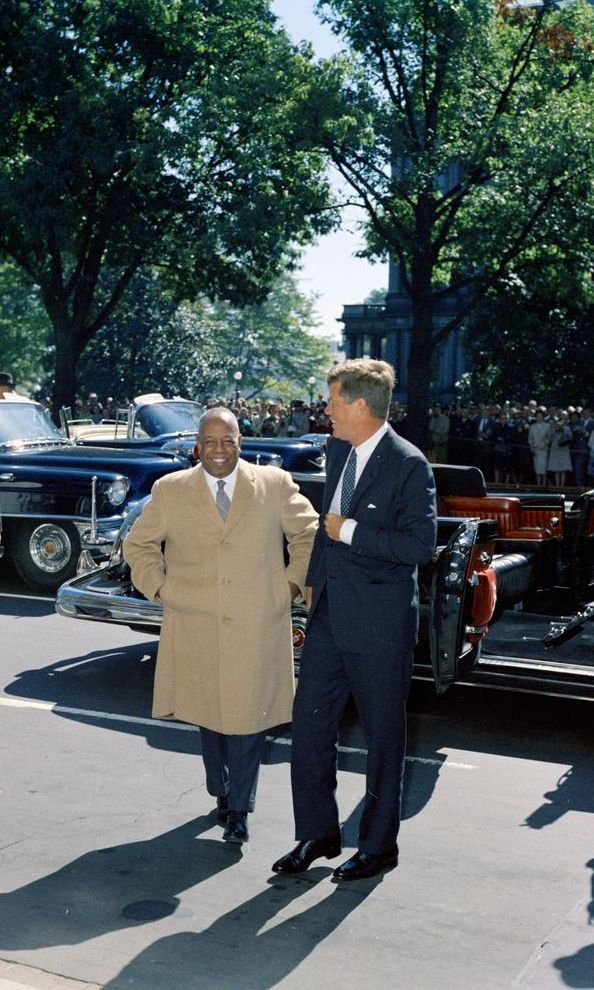
Ibrahim Abboud visitando Casa Blanca con Presidente Kennedy en 1961

Sudán rompió relaciones diplomáticas con los Estados Unidos en junio de 1967, tras el estallido de la guerra de los Seis Días. Las relaciones mejoraron después de julio de 1971, cuando el Partido Comunista de Sudán intentó derrocar al presidente  Nimeiry, y Nimeiry sospechó la participación soviética. La asistencia de los Estados Unidos para el reasentamiento de refugiados después del acuerdo de paz de 1972 con el sur agregó una mayor mejora en las relaciones.
El 1 de marzo de 1973, los terroristas palestinos de Septiembre Negro organización asesinaron al Embajador de los Estados Unidos Cleo A. Noel y al Jefe Adjunto de Misión Curtis G. Moore en Jartum. Funcionarios sudaneses arrestaron a los terroristas y los juzgaron por cargos de asesinato. En junio de 1974, sin embargo, fueron puestos en libertad bajo la custodia del gobierno egipcio. El embajador de Estados Unidos en Sudán fue retirado en protesta. Aunque el embajador de los Estados Unidos regresó a Jartum en noviembre, las relaciones con Sudán permanecieron estáticas hasta principios de 1976, cuando el presidente Nimeiri medió la liberación de 10 rehenes estadounidenses retenidos por Eritrea n insurgentes en los bastiones rebeldes en el norte Etiopía. En 1976, los EE. UU. decidieron reanudar la asistencia económica a Sudán.
A fines de 1985, hubo una reducción de personal en la Embajada de los Estados Unidos en Jartum debido a la presencia de un gran contingente de Libia n terroristas. En abril de 1986, las relaciones con Sudán se deterioraron cuando los EE. UU. bombardearon Trípoli, Libia. Un empleado de la Embajada de EE. UU. recibió un disparo el 16 de abril de 1986. Inmediatamente después de este incidente, todo el personal no esencial y todos los dependientes se fueron durante seis meses. En este momento, Sudán era el principal receptor de asistencia militar y de desarrollo de los Estados Unidos en el África subsahariana. Sin embargo, la asistencia oficial para el desarrollo de los Estados Unidos se suspendió en 1989 a raíz del golpe militar contra el gobierno electo, que llevó al poder al Frente Nacional Islámico liderado por el general Bashir.
Las relaciones de los Estados Unidos con Sudán fueron más tensas en los años noventa. Se percibió que Sudán tomó partido por Irak en la guerra del Golfo, ya que Sudán se opuso a la intervención de países fuera de la región. A principios y mediados de la década de 1990, Carlos el Chacal, Osama bin Laden, Abu Nidal, y otros líderes terroristas residían en Jartum. Carlos fue capturado y entregado por las autoridades sudanesas, Osama bin ladin (que era desconocido antes del 11 de septiembre) fue pedido a abandonar el país por el gobierno. Mientras que Sudán mantuvo su firme apoyo a la causa palestina. El papel de Sudán en la Conferencia Islámica Panárabe representó un motivo de gran preocupación para la seguridad de los funcionarios y dependientes estadounidenses en Jartum, lo que provocó varias reducciones y evacuaciones del personal de los EE. UU. desde Jartum a principios de la década de los noventa. Los vínculos de Sudán con las organizaciones terroristas internacionales representaron un motivo especial de preocupación para el Gobierno de los Estados Unidos, que llevó a la designación de Sudán en 1993 como [patrocinador estatal del terrorismo] y la suspensión de las operaciones de la Embajada de los Estados Unidos en Jartum en 1996. En octubre de 1997, los Estados Unidos impuso amplias sanciones económicas, comerciales y financieras contra el Sudán. En agosto de 1998, acusado de fabricar armas químicas, los Estados Unidos lanzaron ataques con misiles de crucero contra la fábrica farmacéutica Al-Shifa. El propietario de la fábrica llevó el caso a los tribunales para exigir una indemnización, ya que los Estados Unidos se quedaron cortos en la presentación de pruebas para apoyar la huelga en una fábrica de productos farmacéuticos. El último Embajador de los Estados Unidos en Sudán, el embajador Tim Carney, se fue antes de este evento y no se ha designado ningún nuevo embajador desde entonces. La Embajada de los Estados Unidos está encabezada por un encargado de negocios.
Los Estados Unidos y Sudán iniciaron un diálogo bilateral sobre contraterrorismo en mayo de 2000. Sudán ha brindado una cooperación concreta contra el terrorismo internacional desde los ataques del 11 de septiembre en 2001 en Nueva York y Washington. Sin embargo, aunque Sudán apoyó públicamente las acciones de la coalición internacional contra la red Al Qaeda y los talibanes en Afganistán, el gobierno criticó las huelgas de Estados Unidos en ese país y se opuso a la ampliación del esfuerzo contra el terrorismo internacional a otros países. Sudán permanece en la lista de patrocinadores estatales del terrorismo.
Para el año 2001, los Estados Unidos tenían otros intereses estratégicos en el continente africano debido a la presencia de petróleo. Darfur y Kordofan, "pueden ser las áreas más ricas en petróleo en todo el país".
En respuesta a la continua complicidad del Gobierno de Sudán en  violencia sin cesar en Darfur, el presidente George W. Bush impuso nuevas sanciones económicas a Sudán en mayo de 2007. Las sanciones están bloqueadas. activos de ciudadanos sudaneses implicados en la violencia de Darfur, y también sancionaron compañías adicionales que son propiedad o están controladas por el Gobierno de Sudán. Las sanciones siguen subrayando los esfuerzos de Estados Unidos para poner fin al sufrimiento de los millones de sudaneses afectados por la crisis en Darfur. Sudán ha acusado a menudo a los Estados Unidos de amenazar su integridad territorial apoyando los referendos en Sudán del Sur y en Darfur.
A pesar de las diferencias políticas, los Estados Unidos han sido un importante donante de ayuda humanitaria al Sudán durante el último cuarto de siglo. Los EE. UU. fueron un importante donante en la "Operación Lifeline de Sudán" de marzo de 1989, que entregó 100.000 toneladas métricas de alimentos tanto al gobierno como a las zonas del Sudán controladas por el SPLA, evitando así la inanición generalizada. En 1991, los Estados Unidos hicieron donaciones importantes para aliviar la escasez de alimentos causada por una sequía de dos años. En una sequía similar en 2000-2001, los Estados Unidos y la comunidad internacional respondieron para evitar el hambre masiva en Sudán. En 2001, la Administración Bush nombró a un enviado presidencial para la paz en Sudán para explorar qué papel podrían desempeñar los EE. UU. en la finalización de la [guerra civil sudanesa (Segunda guerra civil del Sudán)] y mejorar la prestación de ayuda humanitaria. Para los años fiscales 2005-2006, el gobierno de los Estados Unidos comprometió casi 2.600 millones de dólares a Sudán para la asistencia humanitaria y el mantenimiento de la paz en Darfur, así como el apoyo para la implementación del  el acuerdo de paz y la reconstrucción y el desarrollo en el sur de Sudán.
Sin embargo, las relaciones entre ambos países tienen, al menos, la esperanza de mejorar debido al envío de [Enviado Especial Scott Gration por Barack Obama a Sudán para mejorar las condiciones diplomáticas y discutir formas de evitar La actual  Conflicto de Darfur.
El 9 de septiembre de 2009, los Estados Unidos publicaron una nueva ley para aliviar las sanciones en partes de Sudán. Obama nombró a Donald E. Booth como su enviado especial para Sudán y Sudán del Sur el 28 de agosto de 2013. El 13 de enero de 2017, los Estados Unidos levantaron las sanciones económicas y comerciales a Sudán debido a la cooperación con el gobierno sudanés en la lucha contra el terrorismo, la reducción de conflictos y la negación de refugio a los rebeldes de Sudán del Sur y la mejora del acceso humanitario a las personas necesitadas. La Casa Blanca anunció la reducción de las sanciones como parte de un proceso de participación de cinco vías. El 16 de marzo de 2017, EE. UU. y Sudán anunciaron la reanudación de las relaciones militares después de intercambiar agregados militares. En abril de 2017, se anunció que la Agencia Central de Inteligencia de los Estados Unidos (CIA), que estaba "especialmente interesada en que se levantaran las sanciones", había decidido abrir una gran oficina en Jartum. Sudán también fue eliminado de la lista de países de mayoría musulmana en la  prohibición de viaje estadounidense. El 6 de octubre de 2017, Estados Unidos eliminó permanentemente todas las sanciones de 1997 después de que Sudán cortara todos los lazos con el régimen norcoreano de Kim Jong-un.

## Oficiales principales de los Estados Unidos
- Embajador - vacante